# Paraugaptiloides mirandipes
Paraugaptiloides mirandipes is een eenoogkreeftjessoort uit de familie van de Arietellidae. De wetenschappelijke naam van de soort is voor het eerst geldig gepubliceerd in 2005 door Ohtsuka, Nishida & Machida.